# Kosehabli járás
A Kosehabli járás (oroszul: Кошехабльский район, adige nyelven Кощхьаблэ район) Oroszország egyik járása Adigeföldön. Székhelye Kosehabl.

## Népesség
- 1989-ben 29 664 lakosa volt, melyből 14 603 adige (49,2%), 12 993 orosz (43,8%), 474 ukrán, 367 örmény.
- 2002-ben 31 296 lakosa volt, melyből 15 459 adige (49,4%), 13 457 orosz (43%), 624 örmény, 263 ukrán.
- 2010-ben 30 422 lakosa volt, melyből 15 355 adige, 12 147 orosz, 612 örmény, 583 tatár, 565 cigány, 321 cserkesz, 167 ukrán stb.